# Omar Kiam
Pour les articles homonymes, voir Kiam.
Alexander Kiam — né le 19 juillet 1894 à Monterrey (Nuevo León), mort le 28 mars 1954 à New York (État de New York) — est un costumier et créateur de mode américain, connu comme Omar Kiam.

## Biographie
Après son apprentissage effectué notamment à Paris, Omar Kiam rejoint Hollywood en 1933. Ainsi, il est costumier sur trente-cinq films américains — Samuel Goldwyn Productions principalement —, depuis Résurrection de Rouben Mamoulian (1934, avec Anna Sten et Fredric March) jusqu'à Deux bons copains de Gordon Douglas (1939, avec Oliver Hardy et Harry Langdon).
Entretemps, mentionnons Ville sans loi d'Howard Hawks (1935, avec Miriam Hopkins et Edward G. Robinson), Les Misérables de Richard Boleslawski (1935, avec Fredric March et Charles Laughton), Une étoile est née de William A. Wellman (version 1937, avec Janet Gaynor et Fredric March), Les Aventures de Marco Polo d'Archie Mayo (1938, avec Gary Cooper et Sigrid Gurie), ou encore Les Hauts de Hurlevent de William Wyler (son avant-dernier film, 1939, avec Merle Oberon et Laurence Olivier).
Après son retrait du cinéma, il continue à œuvrer comme créateur de mode et meurt à New York en 1954, à 59 ans.

## Filmographie partielle

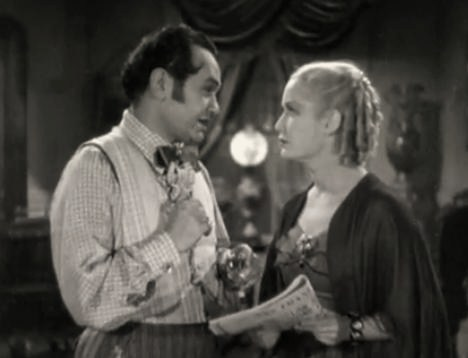
Costumes pour Ville sans loi (1935),
avec Edward G. Robinson et Miriam Hopkins

- 1934 : Résurrection (We Live Again) de Rouben Mamoulian
- 1934 : Le Grand Barnum (The Mighty Barnum) de Walter Lang
- 1935 : L'Ange des ténèbres (The Dark Angel) de Sidney Franklin
- 1935 : Le Conquérant des Indes (Clive of India) de Richard Boleslawski
- 1935 : Ville sans loi (Barbary Coast) d'Howard Hawks
- 1935 : L'Appel de la forêt (The Call of the Wild) de William A. Wellman
- 1935 : Cardinal Richelieu de Rowland V. Lee
- 1935 : Folies Bergère de Paris (titre original) de Roy Del Ruth (costumes de Merle Oberon)
- 1935 : Folies-Bergère de Marcel Achard et Roy Del Ruth (version française de Folies Bergère de Paris)
- 1935 : Soir de noces (The Wedding Night) de King Vidor
- 1935 : Les Misérables (titre original) de Richard Boleslawski
- 1935 : Splendeur (Splendor) d'Elliott Nugent
- 1936 : Ils étaient trois (These Three) de William Wyler
- 1936 : L'Ennemie bien-aimée (Beloved Enemy) de H. C. Potter
- 1936 : Le Vandale (Come and Get It) de Howard Hawks et William Wyler
- 1936 : One Rainy Afternoon de Rowland V. Lee
- 1936 : Le Joyeux Bandit (The Gay Desperado) de Rouben Mamoulian
- 1936 : Jeunesse perdue (Dodsworth) de William Wyler
- 1937 : Une étoile est née (A Star Is Born) de William A. Wellman
- 1937 : The Hurricane de John Ford
- 1937 : Stella Dallas de King Vidor
- 1937 : Rue sans issue (Dead End) de William Wyler
- 1937 : On demande une étoile (Pick a Star) d'Edward Sedgwick
- 1938 : The Goldwyn Follies de George Marshall
- 1938 : La Famille sans-souci (The Young in Heart) de Richard Wallace
- 1938 : Les Aventures de Marco Polo (The Adventures of Marco Polo) d'Archie Mayo
- 1938 : Fantômes en croisière (Topper Takes a Trip) de Norman Z. McLeod (costumes de Billie Burke)
- 1938 : Madame et son cowboy (The Cowboy and the Lady) d'H. C. Potter
- 1938 : Casbah (Algiers) de John Cromwell (costumes de Sigrid Gurie)
- 1939 : Les Hauts de Hurlevent (Wuthering Heights) de William Wyler
- 1939 : Deux Bons Copains (Zenobia) de Gordon Douglas

## Galerie photos

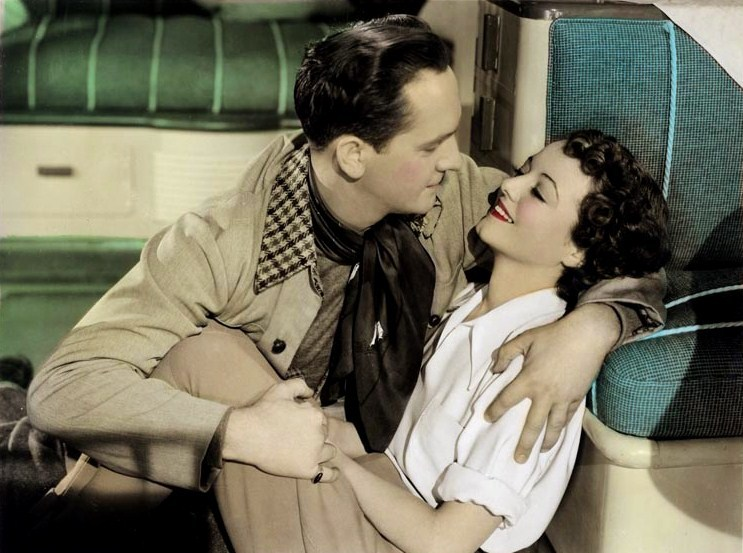
Une étoile est née (1937), avec Fredric March et Janet Gaynor
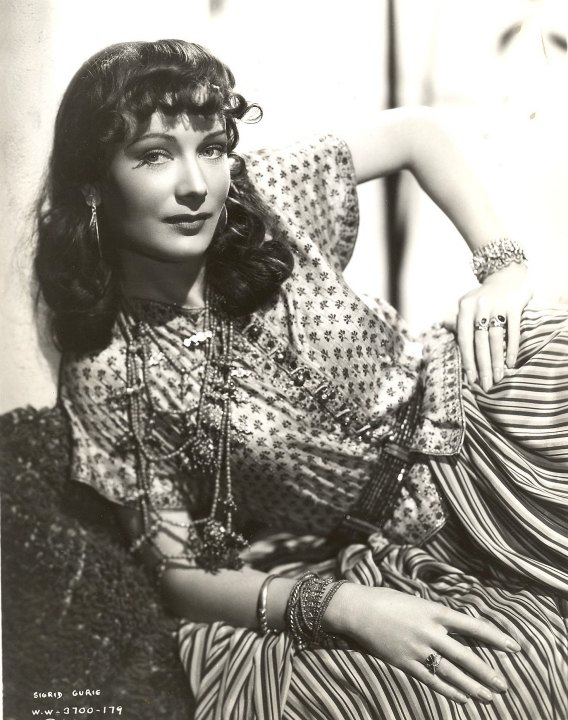
Costume de Sigrid Gurie pour Casbah (1938)
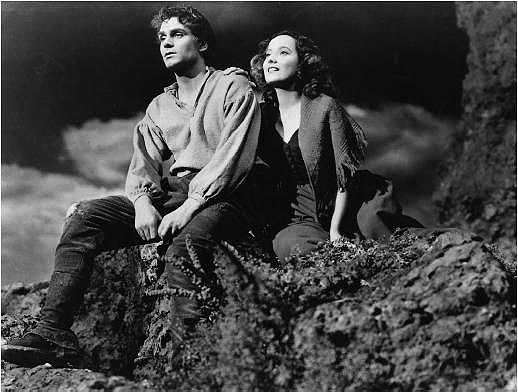
Les Hauts de Hurlevent (1939), avec Laurence Olivier et Merle Oberon